# タラットアルコン
タラットアルコン（学名:Thalattoarchon）は、約2億4400万年前にあたる中期三畳紀の海洋に生息した、絶滅した魚竜の属。発見部位は頭蓋骨、鰭、脊柱全体などが知られており、また保存状態も良好である。全長は約8.6メートル。

## 発見と命名
タラットアルコンの化石は1997年にアメリカ合衆国ネバダ州でその一部が発見された。当時発見されていた歯化石はその後の調査を実施する大きな理由となり、2010年にフンボルト博物館のナディア・フレビッシュの研究チームが残りの部位の捜索を行い、頭蓋骨と顎を発見した。2013年に新属新種として正式に記載された。
タイプ種は Thalattoarchon saurophagis で、カナ転写するとタラットアルコン・サウロパギスまたはタラットアルコン・サウロファギスなどとなる。日本語としての意味は「爬虫類を食べる海の支配者」や「トカゲ種を食べる海の支配者」といったものになる。

## 形態

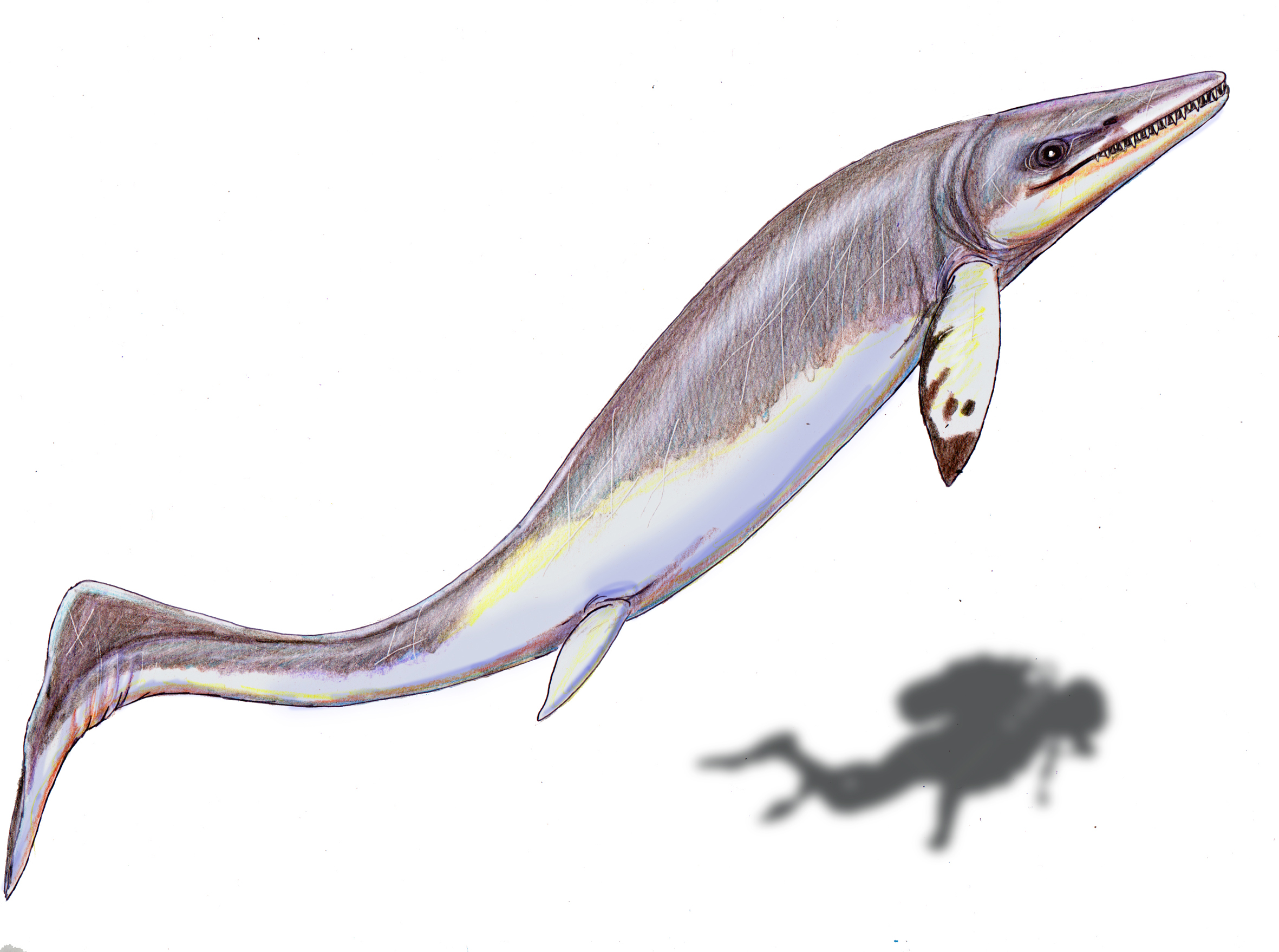
復元図

全長約8.6m、体重4.3tと推定される 。外見はキンボスポンディルスと類似するが、胴体に対しての頭部の大きさがキンボスポンディルスの2倍である点で異なる。

## 生態
魚類や他の魚竜類を捕食する肉食動物で、自身と同程度の大きさの生物を狩ることができた。現代のシャチに相当するニッチであるとされる。タラットアルコンの化石が堆積した地層の年代は約2億4400万年前であり、これは古生代に終止符を打ったペルム紀末の大量絶滅から約800万年後の時代である。タラットアルコンのような頂点捕食者級の高次消費者が出現したことは、当時の海洋生態系が大量絶滅事変を経て回復し、再構築がほぼ完了していたことを示唆する。

## 分類
2016年の解析においてキンボスポンディルス科である可能性が指摘された。